# Lambert Hamel
Lambert Hamel (Ludwigshafen am Rhein, 7 giugno 1940) è un attore e doppiatore tedesco.

## Biografia
Dopo la maturità Hamel studia dal 1960 al 1962 germanistica, filosofia e scienze teatrali alla Ruprecht-Karls-Universität Heidelberg e alla Universität zu Köln. Si diploma in recitazione alla Westfälischen Schauspielschule Bochum. Non ancora diplomato, l'intendente Oscar Fritz Schuh alla Deutsche Schauspielhaus Hamburg lo fa debuttare, nel 1963, in Il malato immaginario di Molière.
Nel 1964 recita al Schauspielhaus Bochum, e nei quattro anni successivi al Bühnen der Stadt Köln; nel 1968 recita presso il Bayerisches Staatsschauspiel. Dal 1973 al 2001 è membro della Münchner Kammerspiele. Hamel recitò anche presso i teatri austriaci Salzburger Festspiele e Wiener Burgtheater.
Come doppiatore ha dato la voce a Philippe Noiret, Charlton Heston, Frank Langella, Lionel Stander e Raúl Juliá.

## Filmografia (parziale)
- 1970–1972: Der Kommissar (4 ep.n)
- 1972: Bös, bös, Jo-Jo!
- 1975: L'ispettore Derrick: Mitternachtsbus
- 1977–1978: Kleine Geschichten mit großen Tieren
- 1978: Zwischengleis
- 1978–1979: Der Durchdreher
- 1979: Derrick: Das dritte Opfer
- 1980: Auf Achse
- 1980: Liebe bleibt nicht ohne Schmerzen
- 1981: Oh du fröhliche – Besinnliche Weihnachtsgeschichten
- 1982: Drei gegen Hollywood
- 1982: Derrick:Das Alibi
- 1983: Wagner – Das Leben und Werk Richard Wagners
- 1983: Martin Luther (Bundesrepublik Deutschland 1983)
- 1982–1983: La nave dei sogni (Das Traumschiff): Marrakesch
- 1984: Die Krimistunde (12 ep.)
- 1985: Schöne Ferien – Urlaubsgeschichten aus Sri Lanka und von den Malediven
- 1985: Marie Ward – Zwischen Galgen und Glorie
- 1985: Vergeßt Mozart
- 1986: Rette mich, wer kann
- 1986–1987: Der Angriff
- 1987: Der Unsichtbare
- 1988: Liebling Kreuzberg
- 1988: Derrick: Die Stimme
- 1989: Bumerang-Bumerang
- 1991: Niemandsland
- 1991: Happy Birthday, Türke!
- 1993–1994: Einfach nur Liebe
- 1994: Derrick: Das Plädoyer
- 1994–1995: Gabriellas Rache
- 1995: Der Alte
- 1995: Tatort: Der König kehrt zurück
- 1997: Mein ist die Rache
- 1998: Derrick: Herr Kordes braucht eine Million
- 1998–2002: Vater wider Willen
- 1999: Wer liebt, dem wachsen Flügel
- 1999: Der Bulle von Tölz: Ein Orden für den Mörder
- 2000: Deutschlandspiel
- 2001: Stubbe – Von Fall zu Fall
- 2001: Dr. Stefan Frank – Der Arzt, dem die Frauen vertrauen
- 2002: Edel & Starck
- 2003: Der Fußfesselmörder
- 2003–2004: München 7
- 2004: Donna Leon – Sanft entschlafen
- 2004: Die schöne Braut in Schwarz, Regia: Carlo Rola
- 2005: Kanzleramt
- 2006: Glück auf vier Rädern
- 2007: Der Bulle von Tölz: Schonzeit
- 2007: Der Alte: Der Lockvogel
- 2007: Mein Führer – Die wirklich wahrste Wahrheit über Adolf Hitler
- 2007: Die Versöhnung
- 2008: Wilsberg: Interne Affären
- 2008: Dora Heldt: Urlaub mit Papa
- 2008: Um Himmels Willen – Weihnachten in Kaltenthal
- 2008: Willkommen im Westerwald
- 2009: Pfarrer Braun: Im Namen von Rose
- 2011: Tatort: Herrenabend
- 2011: Dora Heldt: Tante Inge haut ab
- 2011: Eine halbe Ewigkeit
- 2011: Die göttliche Sophie – Das Findelkind
- 2012: Dora Heldt: Kein Wort zu Papa
- 2013: Dora Heldt: Ausgeliebt
- 2013: Pfarrer Braun: Brauns Heimkehr
- 2013–2015: Der Bergdoktor (8 ep.)
- 2014: Dora Heldt: Herzlichen Glückwunsch, Sie haben gewonnen!
- 2015: Der Alte: Innere Werte
- 2015: Herzensbrecher – Vater von vier Söhnen
- 2015: Das Kloster bleibt im Dorf
- 2018–2020: Tonio & Julia
  - 2018: Tonio & Julia: Kneifen gilt nicht
  - 2018: Tonio & Julia: Zwei sind noch kein Paar
  - 2019: Tonio & Julia: Schuldgefühle
  - 2019: Tonio & Julia: Wenn einer geht
  - 2019: Tonio & Julia: Ein neues Leben
  - 2019: Schulden und Sühne
  - 2020: Nesthocker
  - 2020: Der perfekte Mann
- 2019: Und tot bist Du! – Ein Schwarzwaldkrimi
- 2022: Gestern waren wir noch Kinder

## Doppiaggi (parziale)
Philippe Noiret
- 1975: Philippe d’Orléans in Wenn das Fest beginnt …
- 1981: Lucien Cordier in Der Saustall
- 1981: Jerome in Leben im Schloß
- 1987: Christian Legagneur in Masken
- 1988: Gabriele Battistini in Die Liebhaberin
- 1989: Kardinal Mazarin in Die Rückkehr der Musketiere
- 1990: Gianni Mucci in Palermo vergessen
- 1991: Romain in Ich küsse nicht
- 1994: D’Artagnan in D’Artagnans Tochter
- 1997: Philippe d’Orleans in Duell der Degen

### Altri
- 1983: Folco Lulli - Agostino Bonfiglio in Kein Frieden unter den Olivenbäumen
- 1983: Jean Benguigui - Aristote Poulakis in Der Buschpilot
- 1985: Charles Durning - Charley in Tod eines Handlungsreisenden
- 1992: Gregory Sierra - Barbosa in Jenseits der weißen Linie
- 1993: Charles Laughton - Butler Bellamy in Auf ewig und drei Tage
- 1993: Frank Langella - Stabschef Bob Alexander in Dave
- 1995: Jim Broadbent - Herzog von Buckingham in Richard III.
- 1996: Derek Jacobi - Claudius in Hamlet
- 1999: Hugh Keays-Byrne - McNiff in Reise zum Mittelpunkt der Erde
- 2001: Jim Broadbent - Harold Zidler in Moulin Rouge
- 2002: Rip Torn - Zed in Men in Black II
- 2003: Jan Decleir - Simon Breslauer in Supertex – Eine Stunde im Paradies
- 2004: Michael Gambon - Oseary Drakoulias in Die Tiefseetaucher
- 2006: Michael Gambon - Dr. Fredericks in Der gute Hirte
- 2008: Bernard-Pierre Donnadieu - Galapiat in Paris, Paris – Monsieur Pigoil auf dem Weg zum Glück
- 2008: Richard Griffiths - Barry Nottingham in Bedtime Stories

### Serie
- 1978: John Evitts - Meno in Ich, Claudius, Kaiser und Gott
- 1981: Dennis in Doctor Snuggles
- 1988: Nehemiah Persoff - Deputy Premier Karpovich in Ein Engel auf Erden
- 1994: Desmond Barrit - Samuel Naughton in Agatha Christie’s Poirot
- 1996–1999: Richard Kind - Dr. Mark Devanow in Verrückt nach dir